# Thermosediminibacter oceani
Thermosediminibacter oceani è una specie di batterio appartenente alla famiglia delle Thermoanaerobacteriaceae.